# Luca Papp
Luca Zsófi Papp (* 24. April 2002) ist eine ungarische Fußballspielerin und seit dem Jahr 2019 auch A-Nationalspielerin.

## Karriere

### Vereine
Papp begann in der U12-Mannschaft des Bravo DSE mit dem Fußballspielen, für die sie vom 26. Oktober 2012 bis zum 18. September 2013 aktiv gewesen ist. Danach wechselte sie in das Nachwuchsleistungszentrum von Vasas Budapest, dem sie bis zum 3. September 2015 angehörte, bevor sie anschließend bis zum Saisonende 2017/18 B-Jugendspielerin von Ferencváros Budapest war. In diesem Zeitraum kam sie bereits am 28. April 2017 (6. Spieltag) auch für die erste Mannschaft in der Női NB I, die höchste Spielklasse im ungarischen Frauenfußball, zu ihrem Debüt im Seniorinnenbereich. Beim 4:0-Sieg im Auswärtsspiel gegen  die Frauenfußballabteilung von Győri ETO FC wurde sie in der 46. Minute für Slađana Bulatović eingewechselt. Sie spielte zudem auch schon vom 18. August 2017 (1. Spieltag) bis zum 18. März 2018 (14. Spieltag) für Kóka FNLA in der Női NB I. Ihre ersten beiden Erstligatore in zwölf Saisonspielen erzielte sie am 10. März 2018 (13. Spieltag) beim 6:0-Sieg im Heimspiel gegen die Frauenfußballabteilung von Újpest Budapest mit den Treffern zum 5:0 und 6:0 in der 65. und 66. Minute. Mit dem Abstieg des Vereins auf Platz sieben von acht Mannschaften verließ sie diesen am Saisonende und kehrte nach Budapest zurück.
Während ihrer Vereinszugehörigkeit vom 1. Juli 2018 bis zum 30. Juni 2024 wurde sie in 112 Punktspielen eingesetzt, in denen sie 23 Tore erzielte.
Zur Saison 2024/25 wurde sie vom Bundesligisten VfL Wolfsburg verpflichtet, der sie mit einem bis zum 30. Juni 2027 datierten Vertrag ausstattete.

### Nationalmannschaft
Papp debütierte als Nationalspielerin für die U17-Nationalmannschaft, die am 25. September 2017 in der Ersten Qualifikationsrunde für die Europameisterschaft 2018 das Spiel gegen die U17-Nationalmannschaft Moldaus mit 3:0 gewann. In ihrem zehnten und letzten Länderspiel in dieser Altersklasse erzielte sie am 27. März 2019 in Győr beim 4:0-Sieg im EM-Qualifikationsspiel gegen die U17-Nationalmannschaft Georgiens mit dem Treffer zum 2:0 in der 55. Minute ihr erstes Länderspieltor. Für die U19-Nationalmannschaft bestritt sie im Oktober 2019 drei Länderspiele.
Ihr Debüt für die A-Nationalmannschaft gab sie am 1. März 2019 in Larnaka bei der 0:3-Niederlage gegen die Nationalmannschaft Italiens im zweiten Spiel der Gruppe B im Turnier um den Zypern-Cup mit Einwechslung in der 65. Minute für Zsófia Rácz.

## Erfolge
- Ungarischer Meister 2020, 2021, 2022, 2023, 2024
- Ungarischer Pokalsieger 2021